# Aire d'attraction de Saint-Jean-de-Monts
L'aire d'attraction de Saint-Jean-de-Monts est un zonage d'étude défini par l'Insee pour caractériser l’influence de la commune de Saint-Jean-de-Monts sur les communes environnantes. Publiée en octobre 2020, elle se substitue à l'aire urbaine de Saint-Jean-de-Monts, qui comportait 3 communes dans le dernier zonage qui remontait à 2010.

## Définition
L'aire d'attraction d'une ville est composée d’un pôle, défini à partir de critères de population et d’emploi ainsi que d’une couronne constituée des communes dont au moins 15 % des actifs travaillent dans le pôle. Le pôle d’attraction constitue ainsi un point de convergence des déplacements domicile-travail,.

## Type et composition
L’aire d'attraction de Saint-Jean-de-Monts est une aire intra-départementale qui comporte 2 communes dans la Vendée. 
Elle est catégorisée dans les aires de moins de 50 000 habitants, une catégorie qui regroupe 12,2 % au niveau national.

### Carte

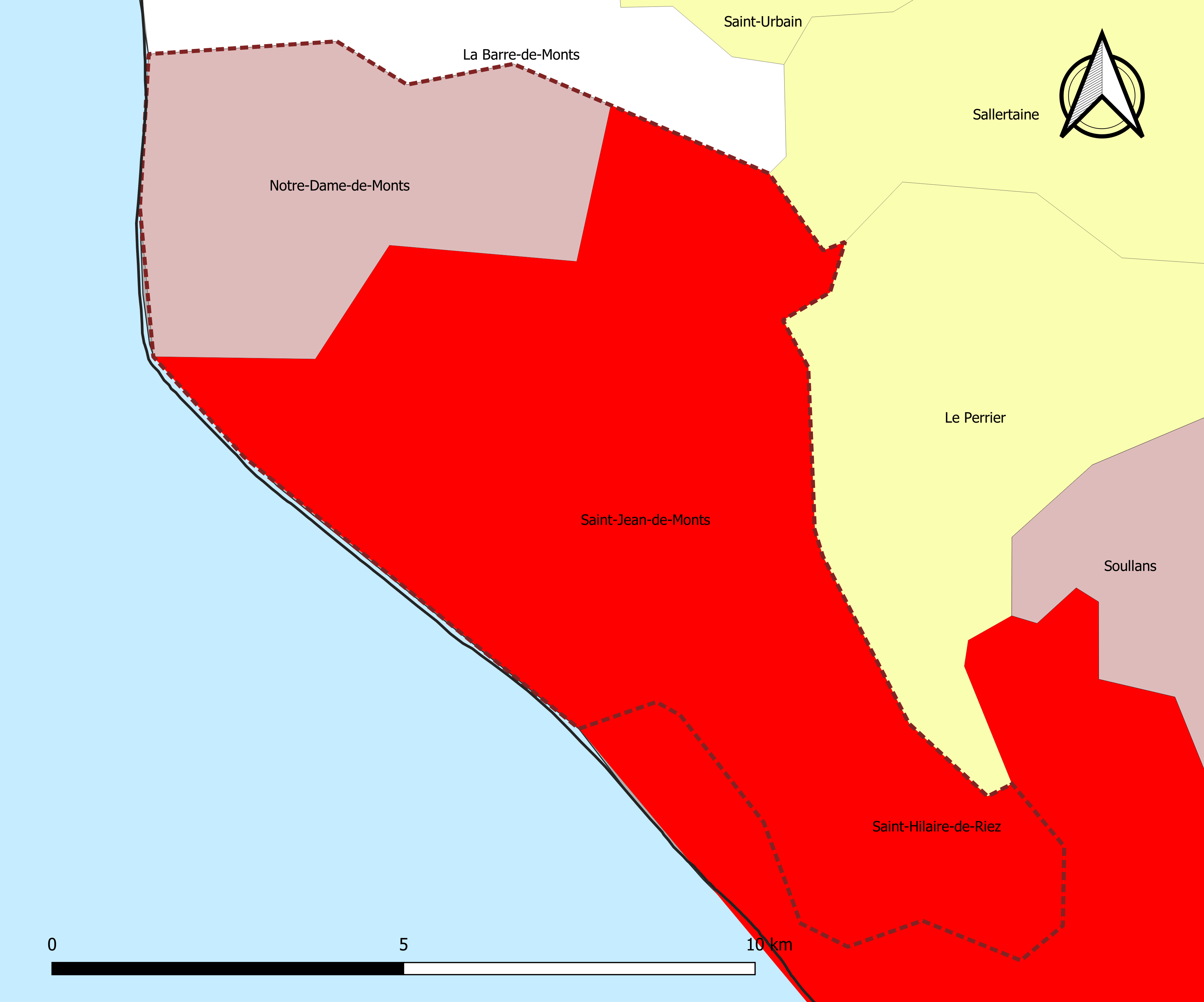
Carte de l'aire d'attraction de Saint-Jean-de-Monts.
Commune-centre
Commune du pôle principal

### Composition communale
| Nom                                  | Code Insee | Département | Statut                    | Superficie (km2) | Population (dernière pop. légale) | Densité (hab./km2) | Modifier                                    |
| ------------------------------------ | ---------- | ----------- | ------------------------- | ---------------- | --------------------------------- | ------------------ | ------------------------------------------- |
| Saint-Jean-de-Monts (commune-centre) | 85234      | Vendée      | commune-centre            | 61,72            | 8 809 (2022)                      | 143                | modifier les données · modifier les données |
| Notre-Dame-de-Monts                  | 85164      | Vendée      | commune du pôle principal | 20,62            | 2 293 (2022)                      | 111                | modifier les données · modifier les données |